# Heliothis
Heliothis är ett släkte av fjärilar som beskrevs av Ferdinand Ochsenheimer 1816. Heliothis ingår i familjen nattflyn, Noctuidae.

## Dottertaxa tillHeliothis, i alfabetisk ordning[1][2]
- Heliothis acesias Felder & Rogenhofer, 1875
- Heliothis adaucta Butler, 1878, Stäppknölfly
- Heliothis australis Hardwick, 1994
- Heliothis belladonna Edwards, H., 1881
- Heliothis borealis Hampson, 1903
- Heliothis dejeani Oberthür, 1893
- Heliothis feildi Erschoff, 1874
  - Heliothis feildi viridisplendida Boursin
- Heliothis flavigera Hampson, 1907
  - Heliothis flavigera insularis Viette, 1967
- Heliothis flavirufa Hampson, 1910
- Heliothis hoarei Matthews, 1999
- Heliothis incarnata Freyer, 1838
- Heliothis maritima Graslin, 1855, Strandknölfly
  - Heliothis maritima warneckei (Boursin, 1963)
- Heliothis nubigera Herrich-Schäffer, 1851
- Heliothis ononis ([Denis & Schiffermüller], 1775)
- Heliothis oregonica Edwards, H., 1875
- Heliothis peltigera ([Denis & Schiffermüller], 1775), Bolmörtsknölfly
- Heliothis phloxiphaga Grote & Robinson, 1867
- Heliothis prorupta Grote, 1873
- Heliothis punctifera Walker, 1857
- Heliothis roseivena Walker, 1866
- Heliothis scutuligera Guenée, 1852
- Heliothis subflexa Guenée, 1852
- Heliothis virescens Fabricius, 1777
- Heliothis viriplaca (Hufnagel, 1766), Kardväddsknölfly
- Heliothis xanthiata Walker, 1865

## Bildgalleri

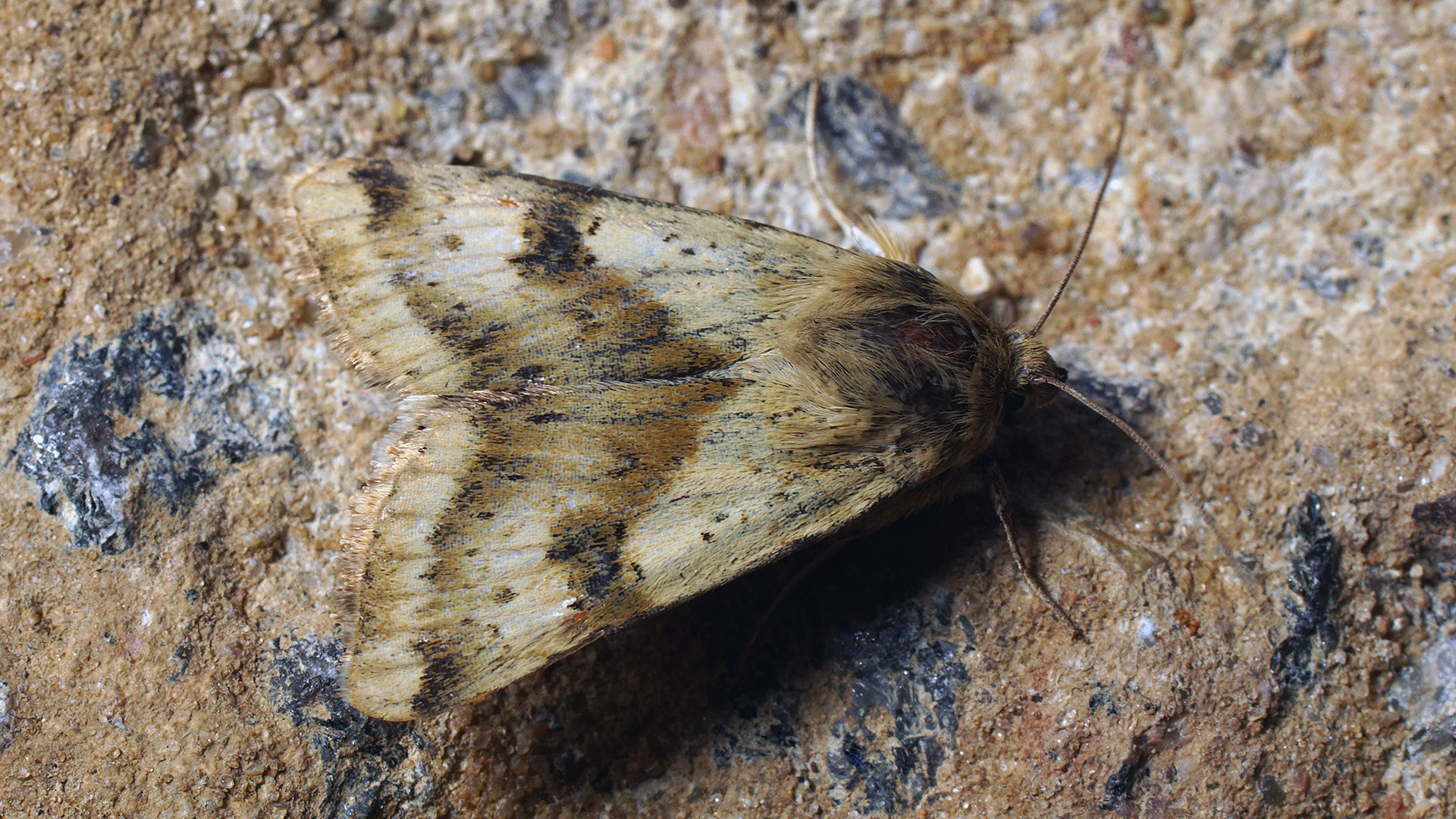
Stäppknölfly, Heliothis adaucta
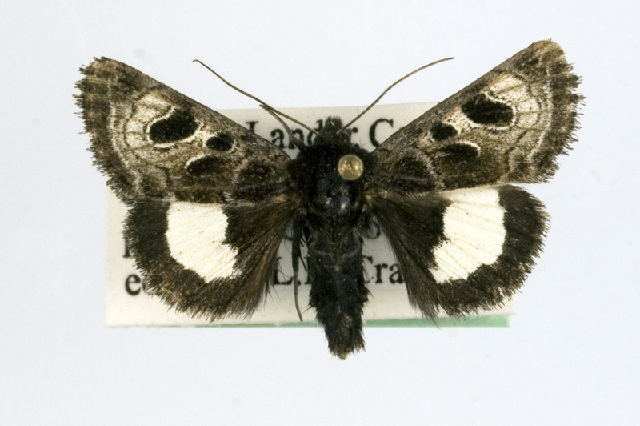
Heliothis belladonna
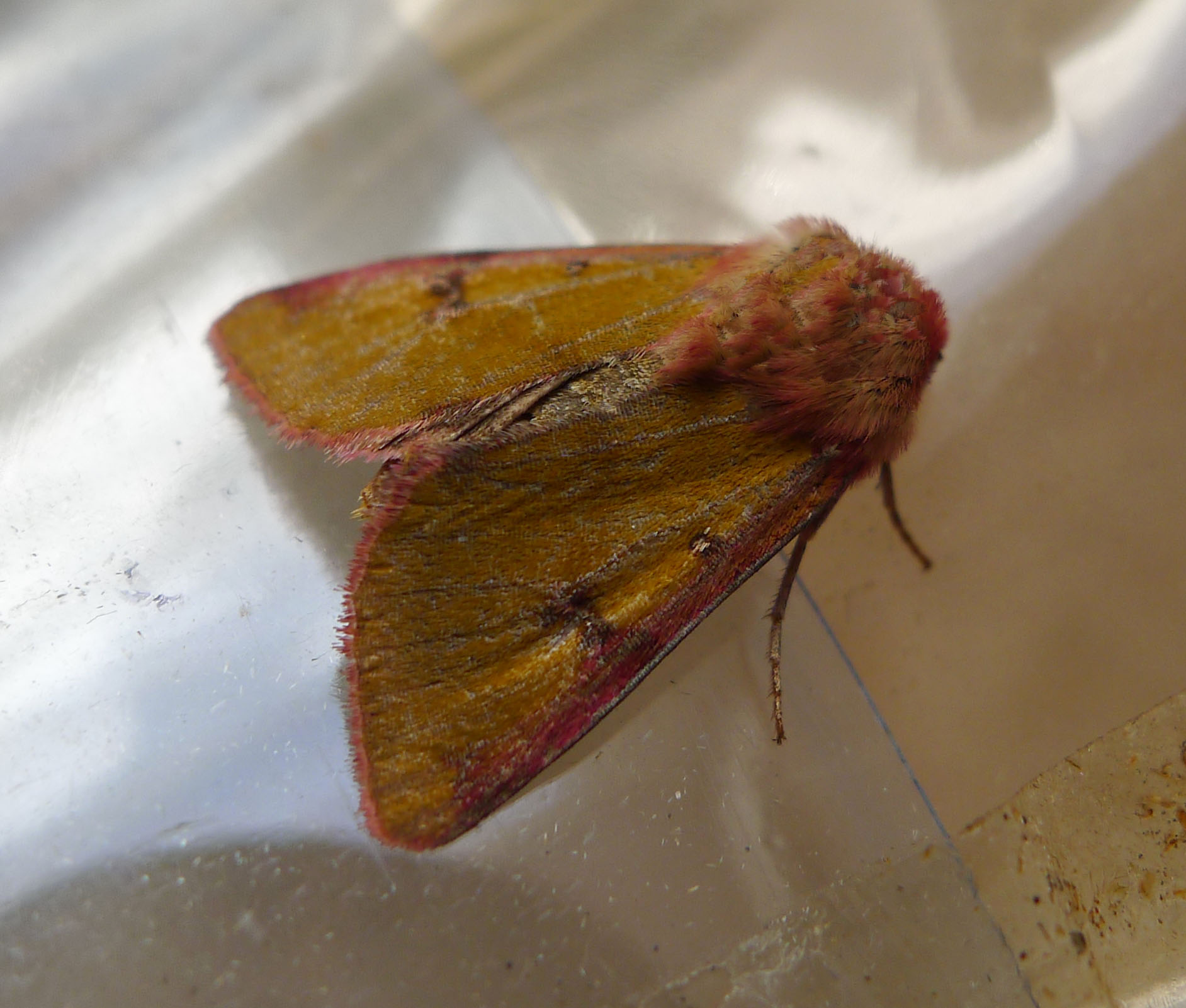
Heliothis incarnata
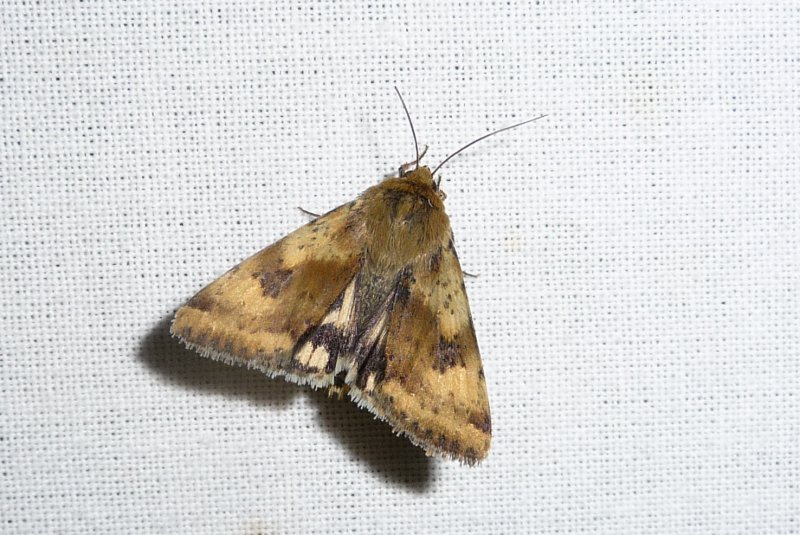
Strandknölfly, Heliothis maritima
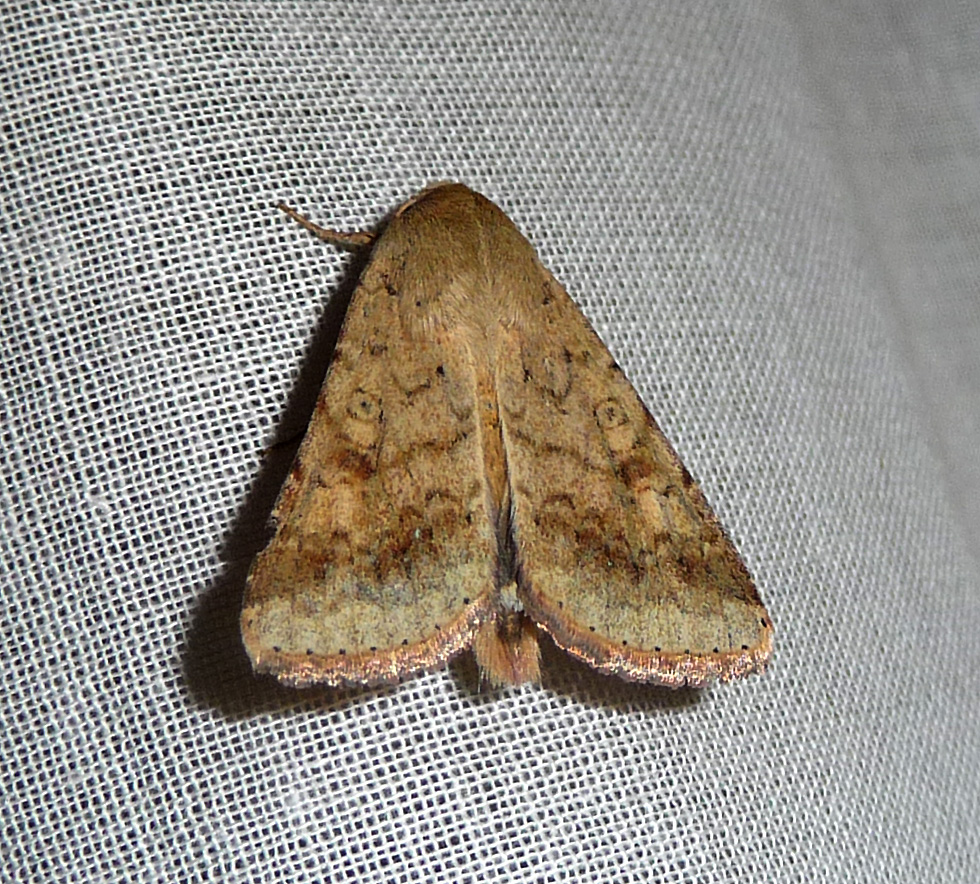
Heliothis nubigera
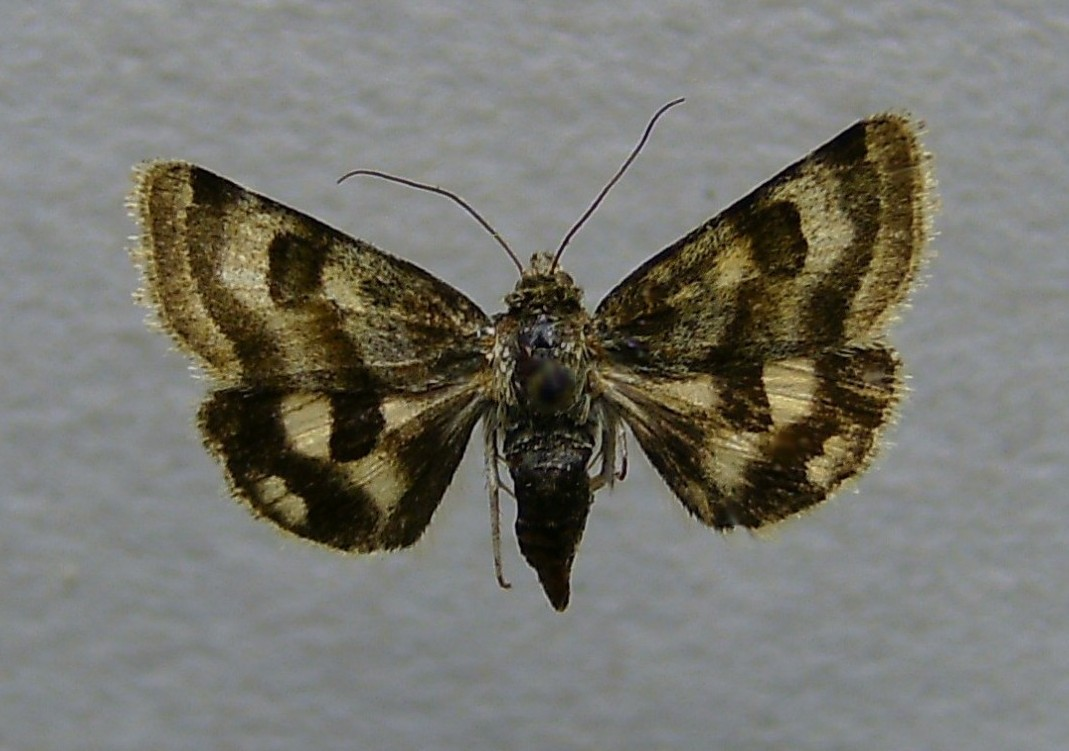
Heliothis ononis
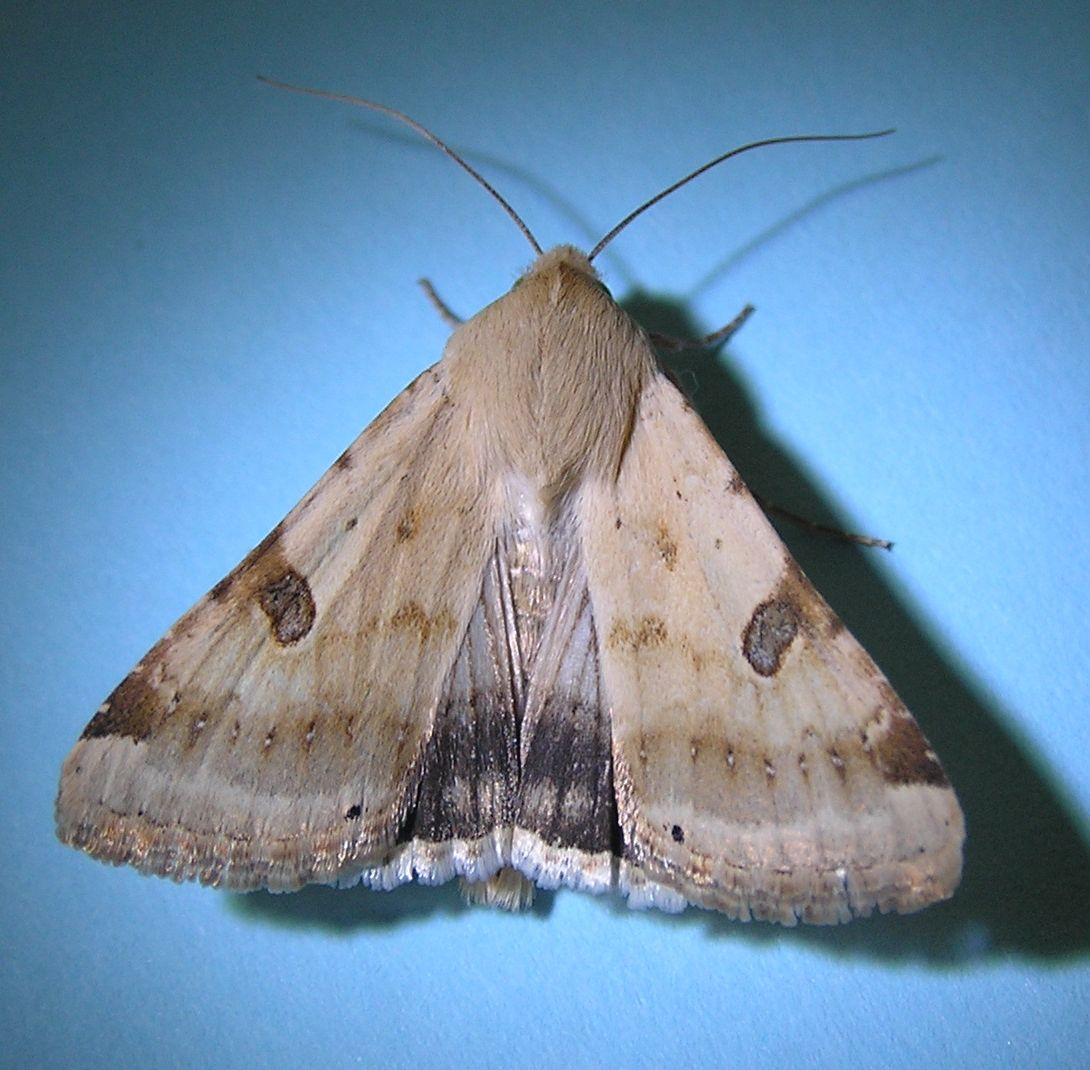
Bolmörtsknölfly, Heliothis peltigera
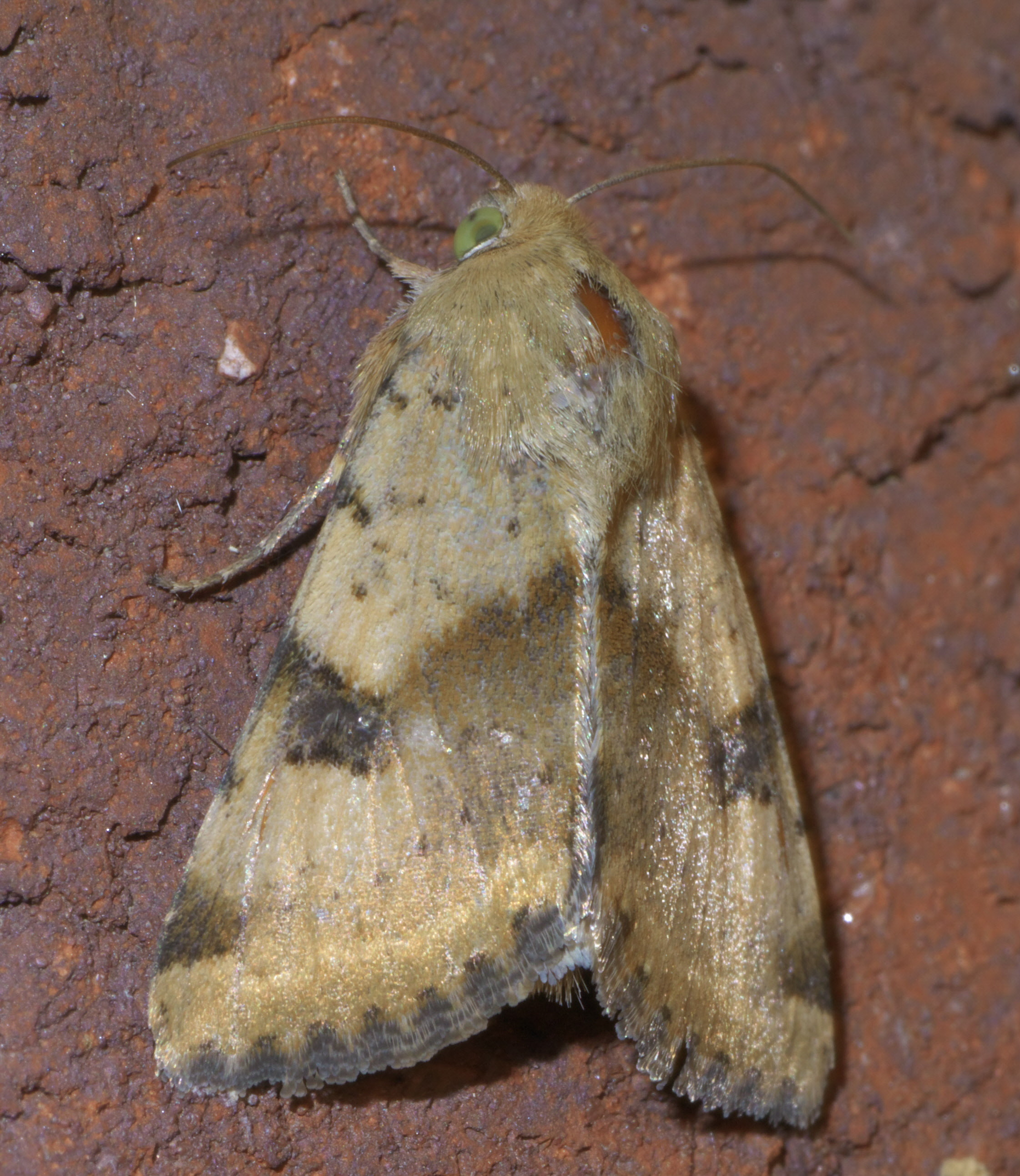
Heliothis phloxiphaga
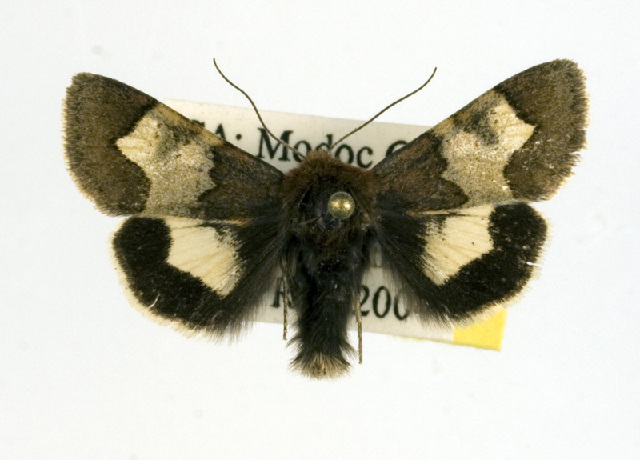
Heliothis prorupta
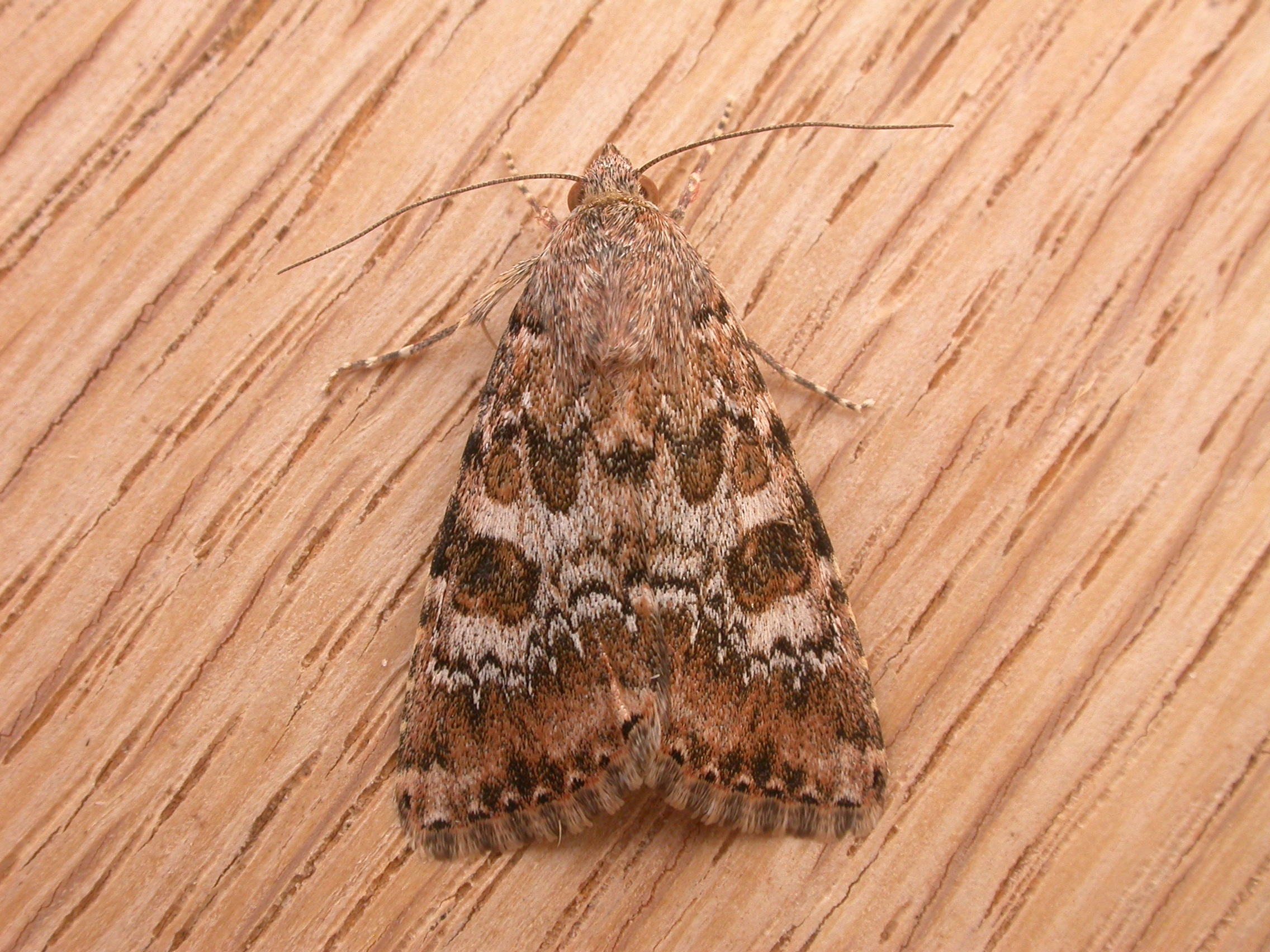
Heliothis punctifera
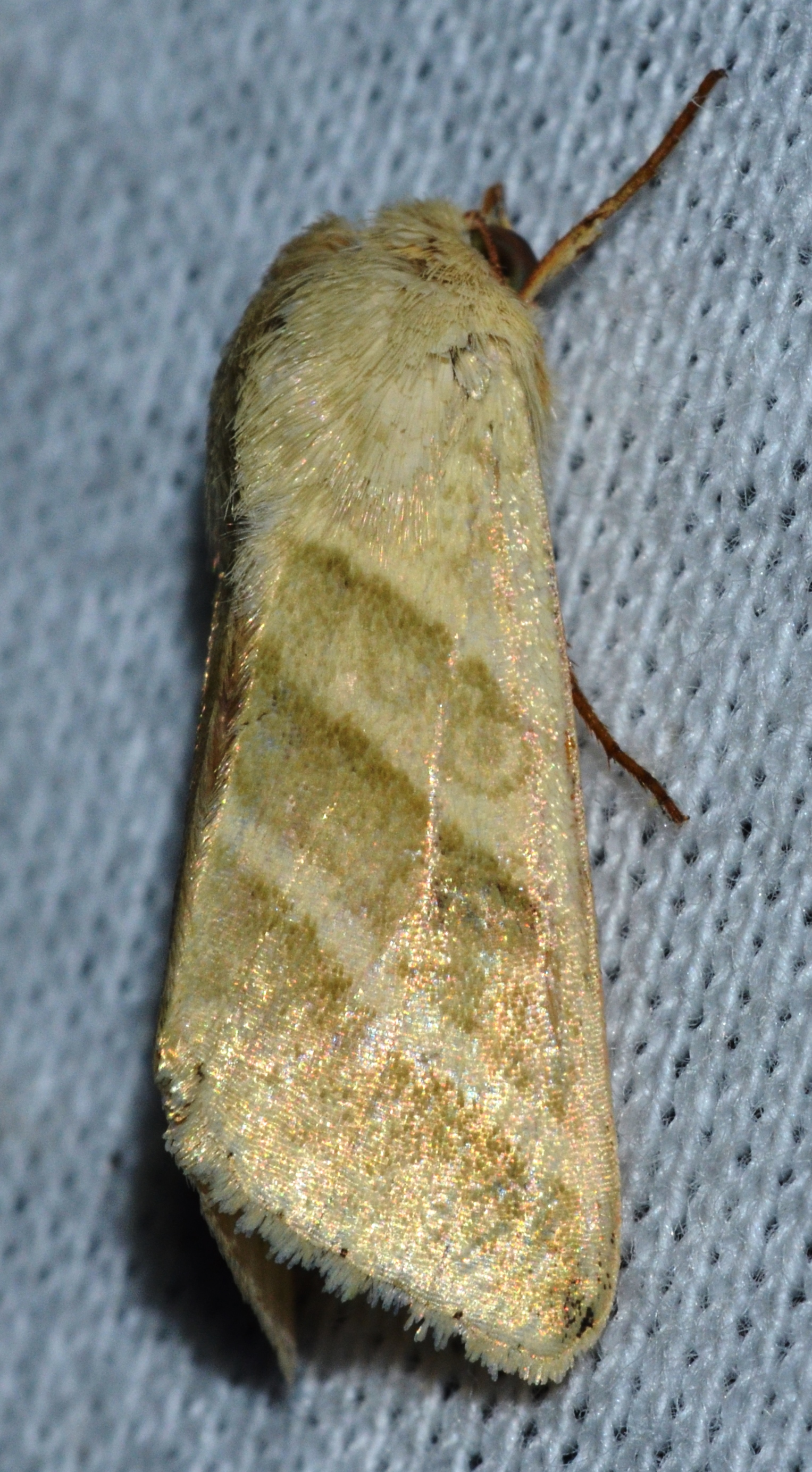
Heliothis virescens
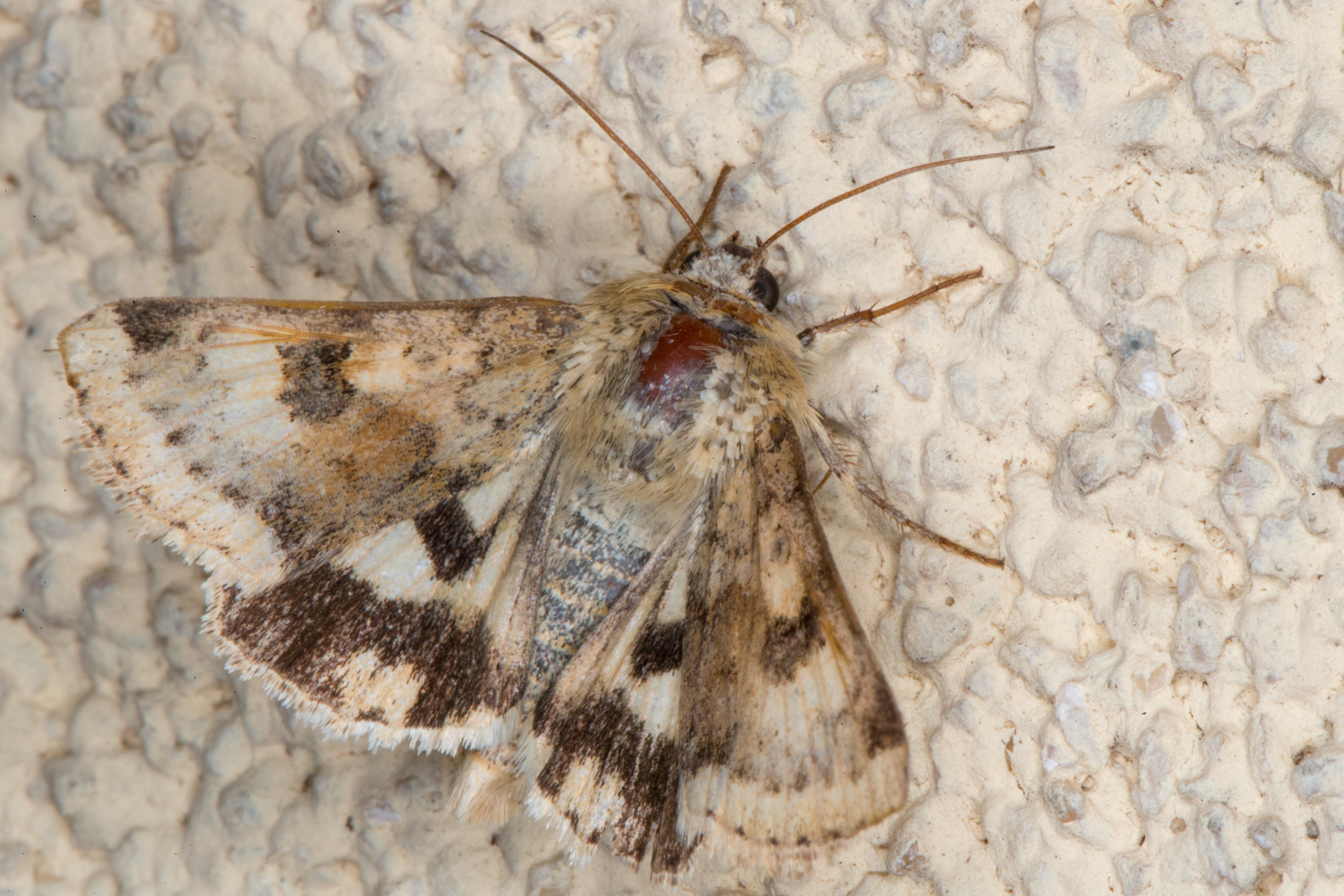
Kardväddsknölfly, Heliothis viriplaca